# او-۹۶۷
زیردریایی یو-۹۶۷ (به انگلیسی: German submarine U-967) یک زیردریایی بود که طول آن ۶۷٫۱ متر (۲۲۰ فوت ۲ اینچ) بود. این زیردریایی در سال ۱۹۴۳ ساخته شده است.